# خودروهای موتور عقب-محور عقب

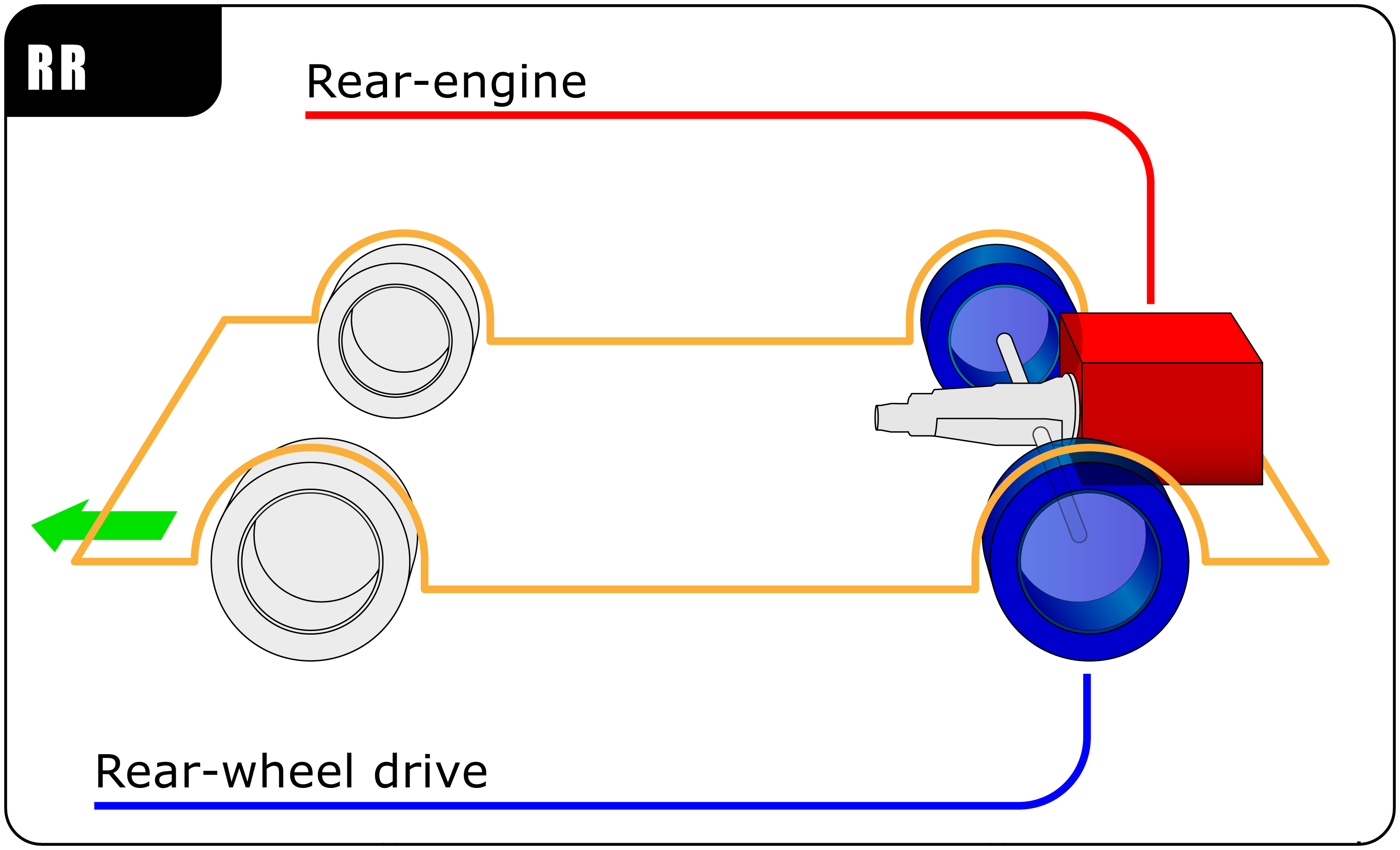
موتور به رنگ قرمز و چرخ‌های عقب به رنگ آبی نمایش داده شده‌اند.

خودرو موتور عقب-محور عقب (RR) به آن دسته از خودروهایی گفته می‌شود که موتور خودرو و چرخ محرک آن در قسمت عقبی خودرو قرار داشته باشند.

## نگارخانه

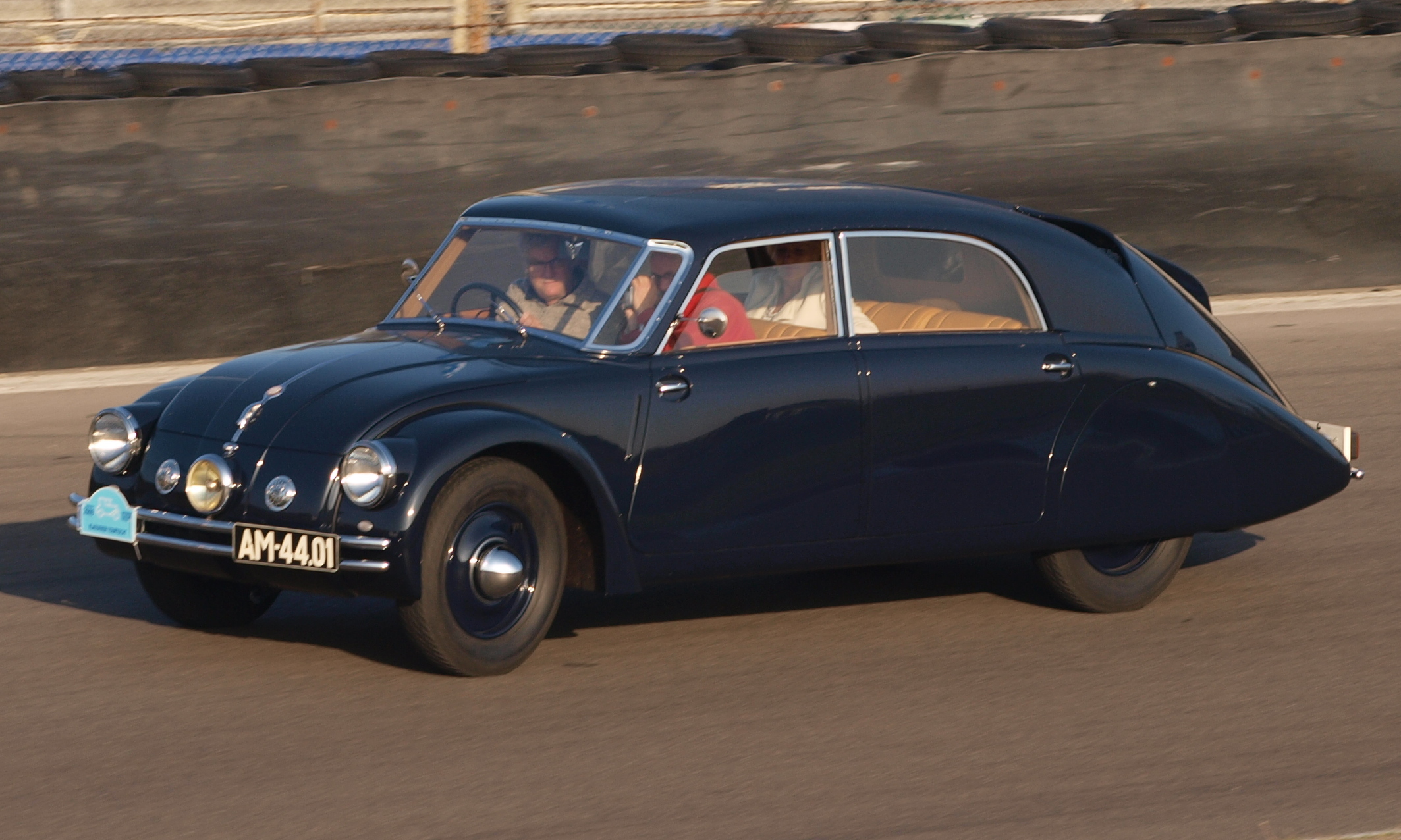
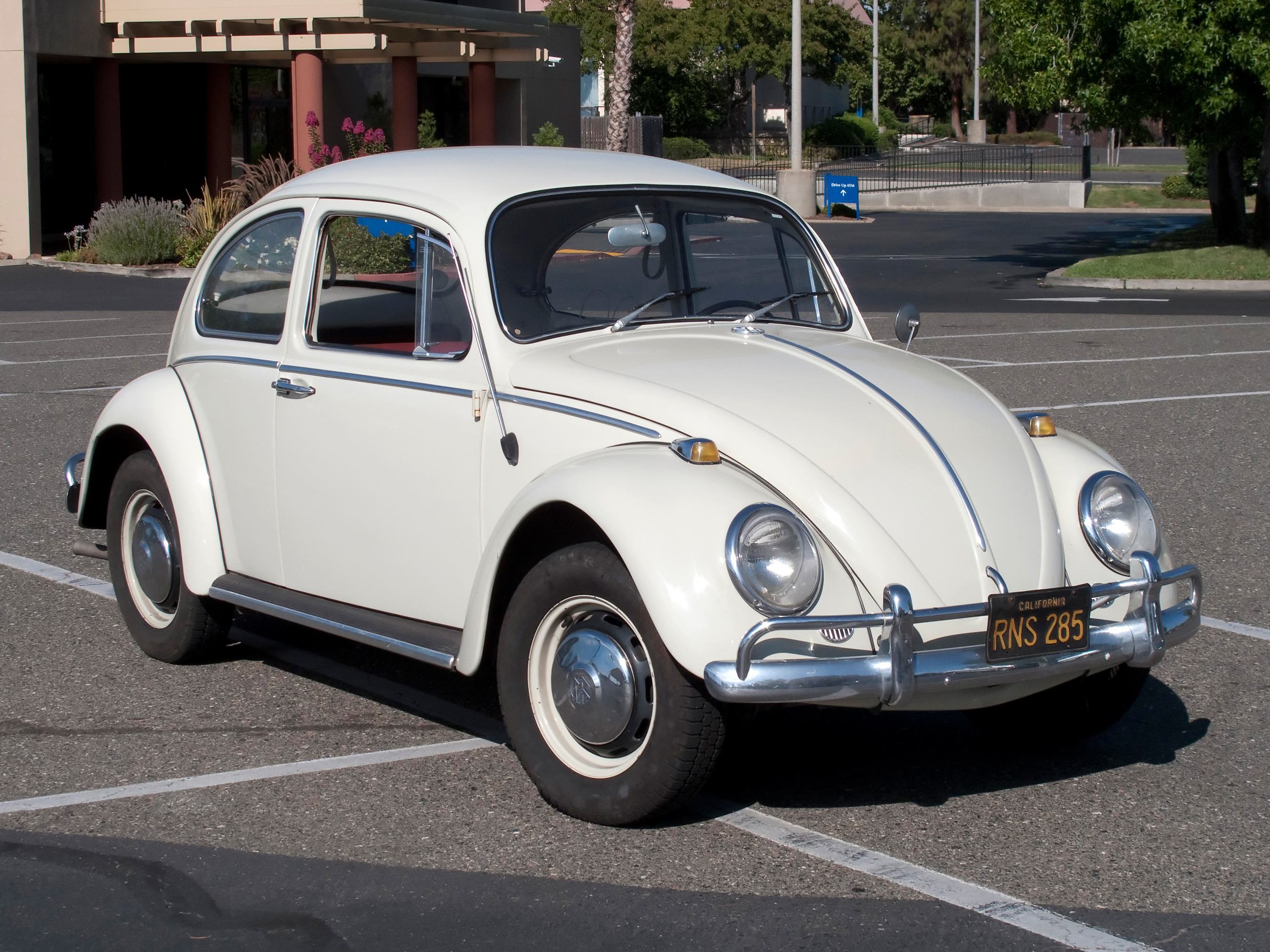
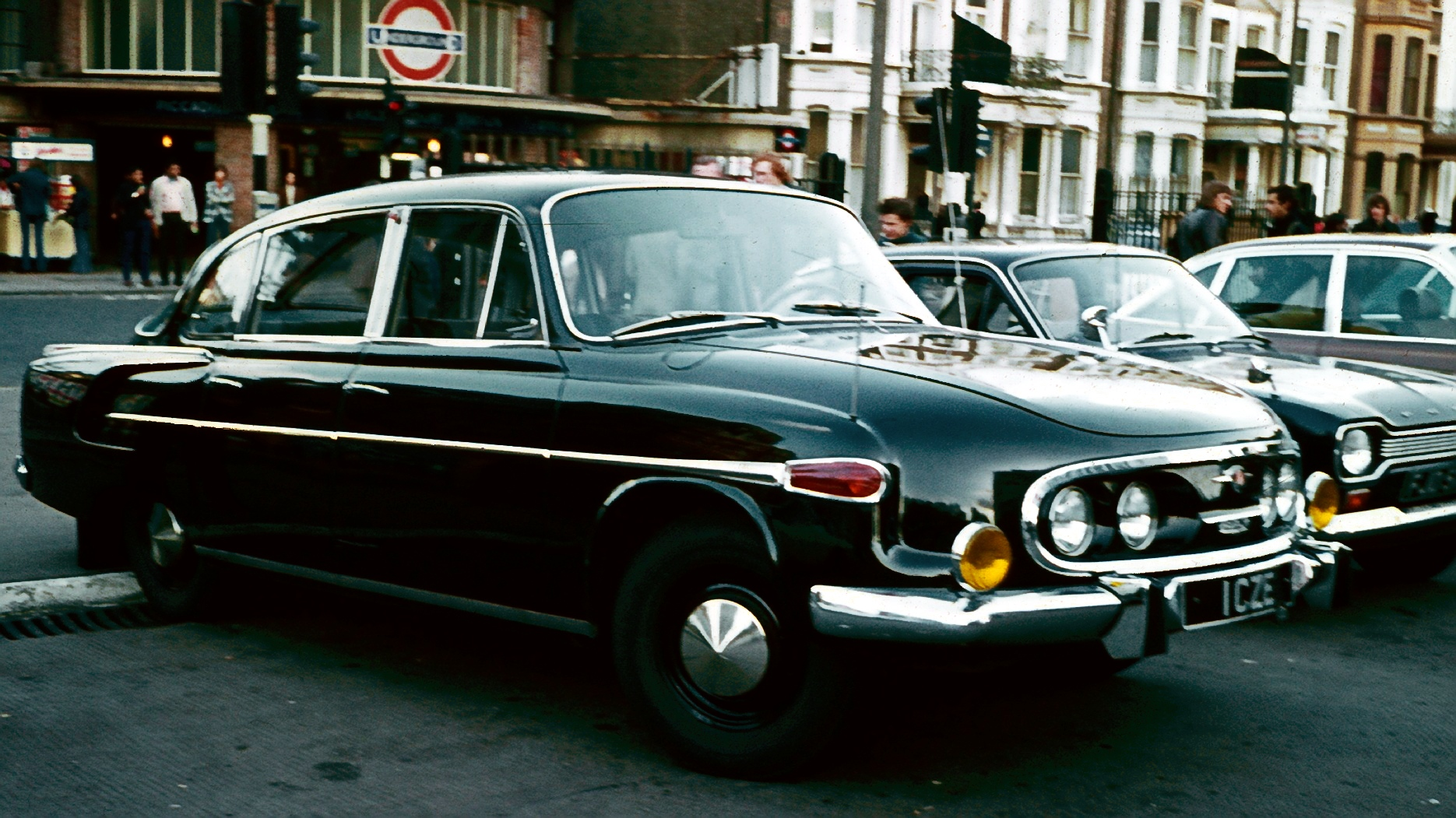
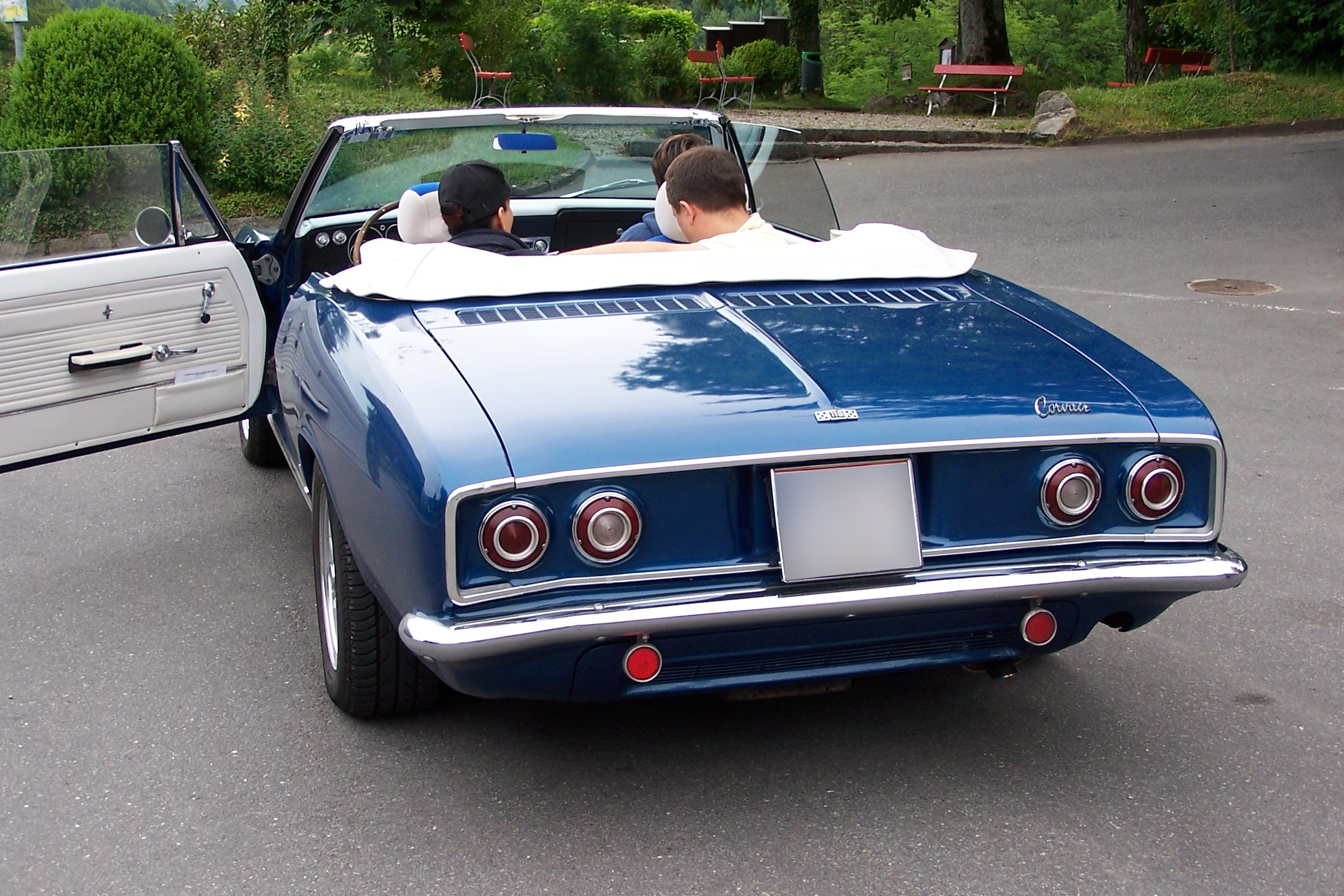
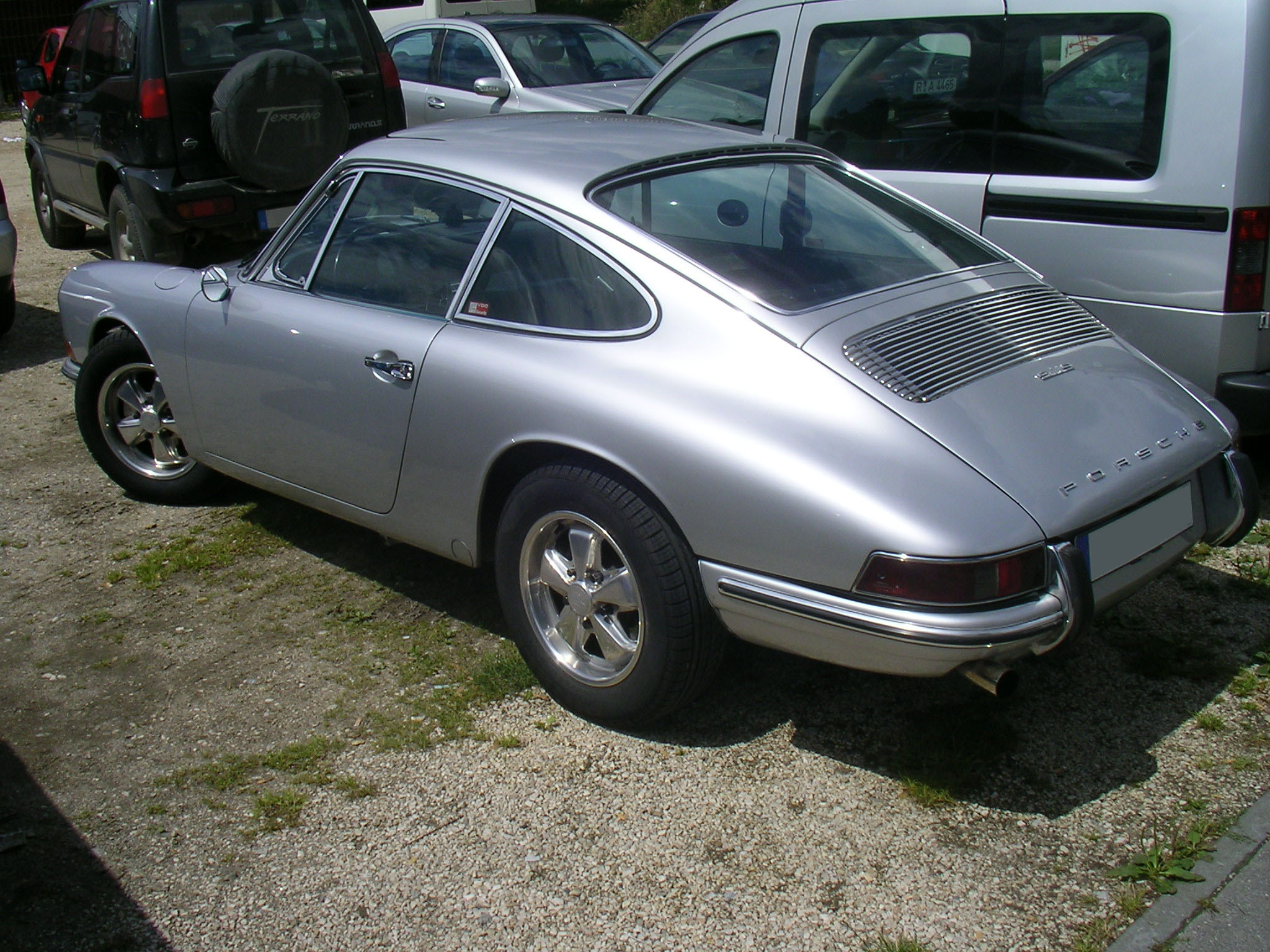
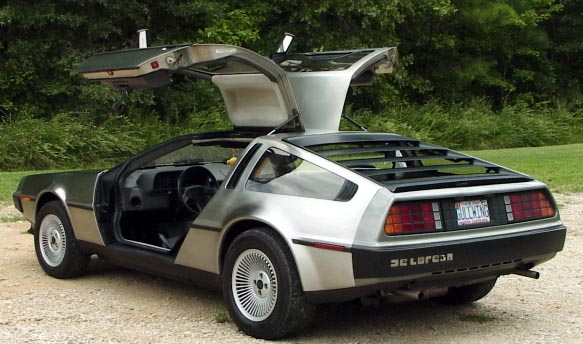
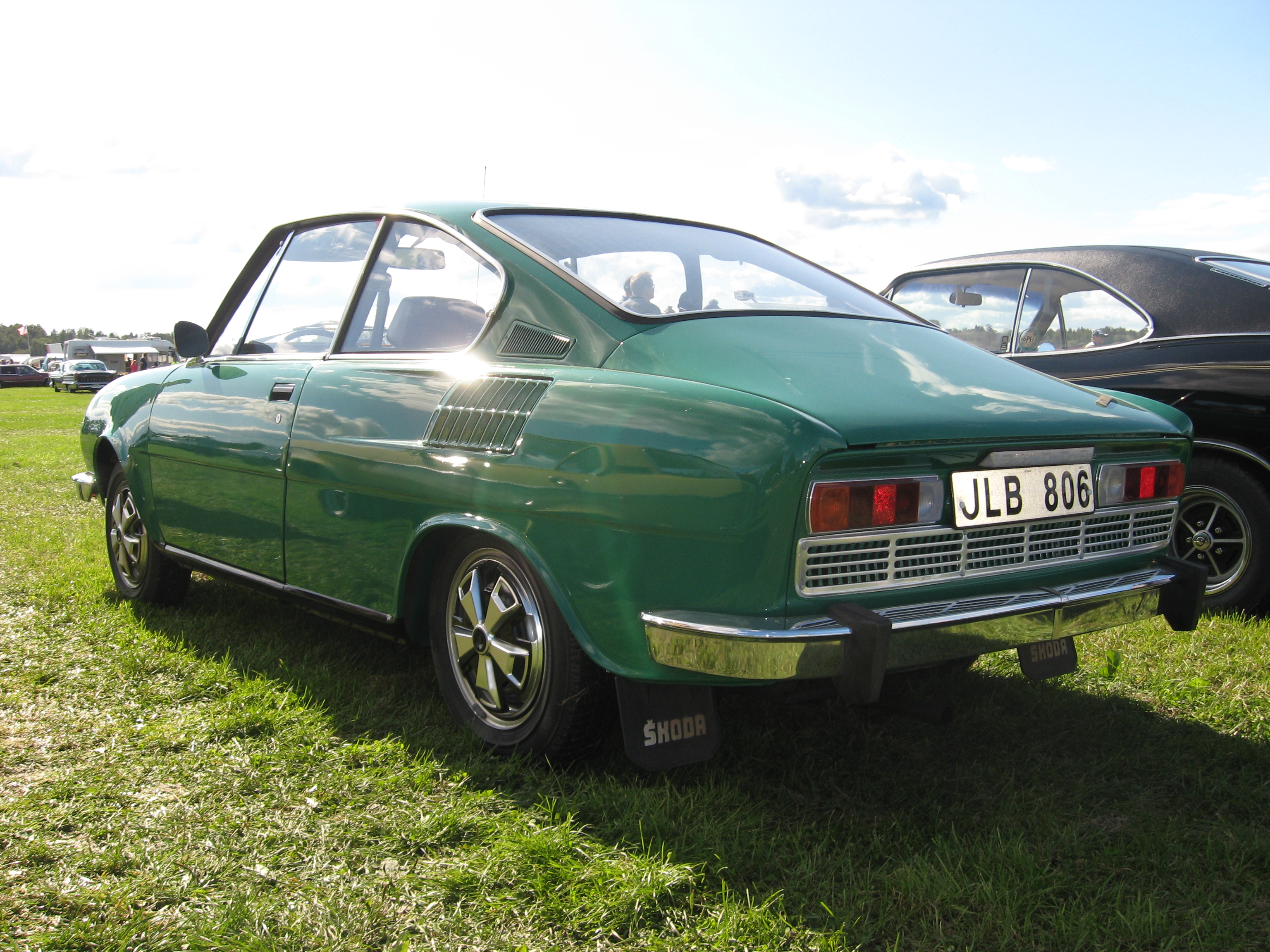
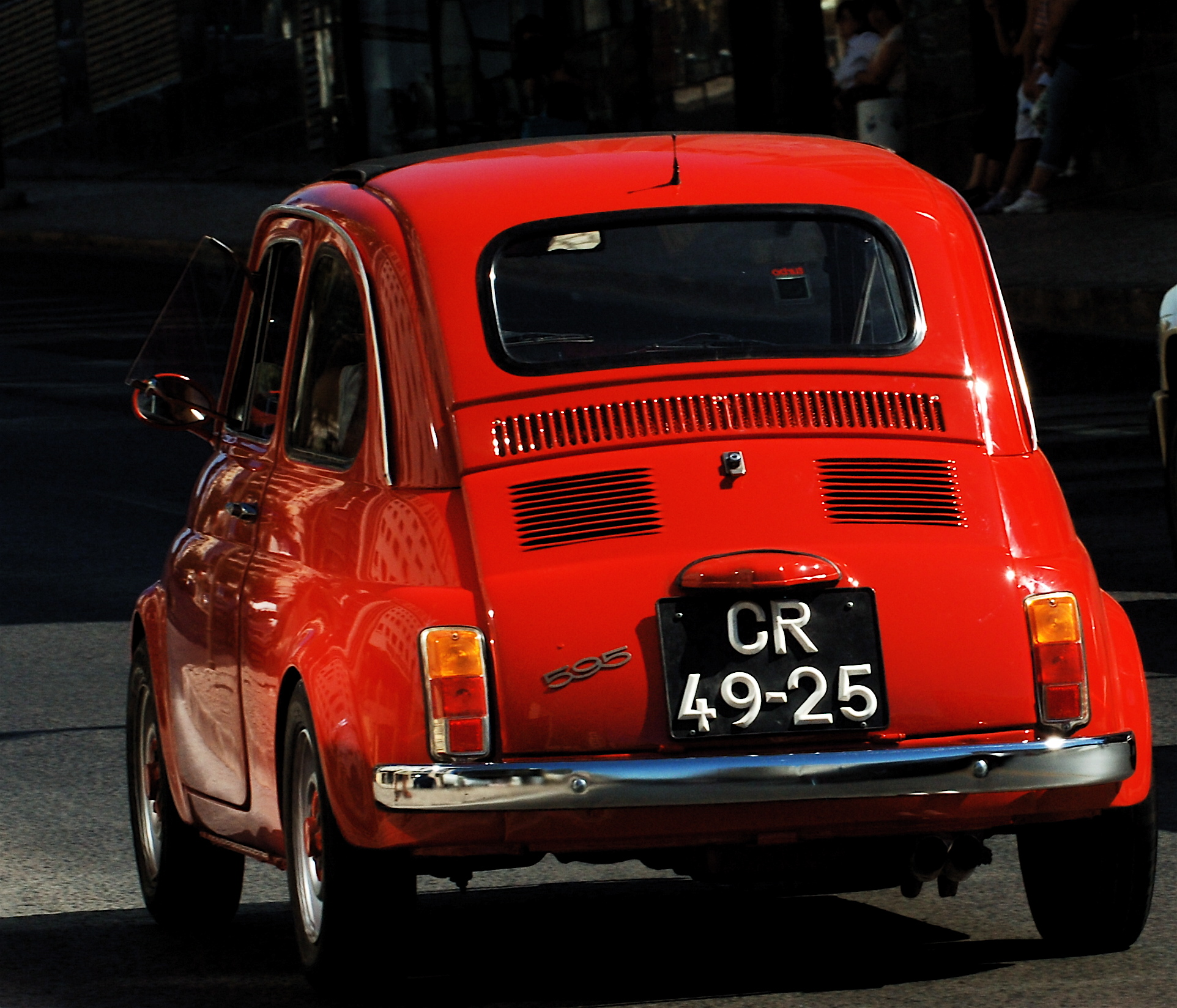